# تجربة كيتينج - هافيليه

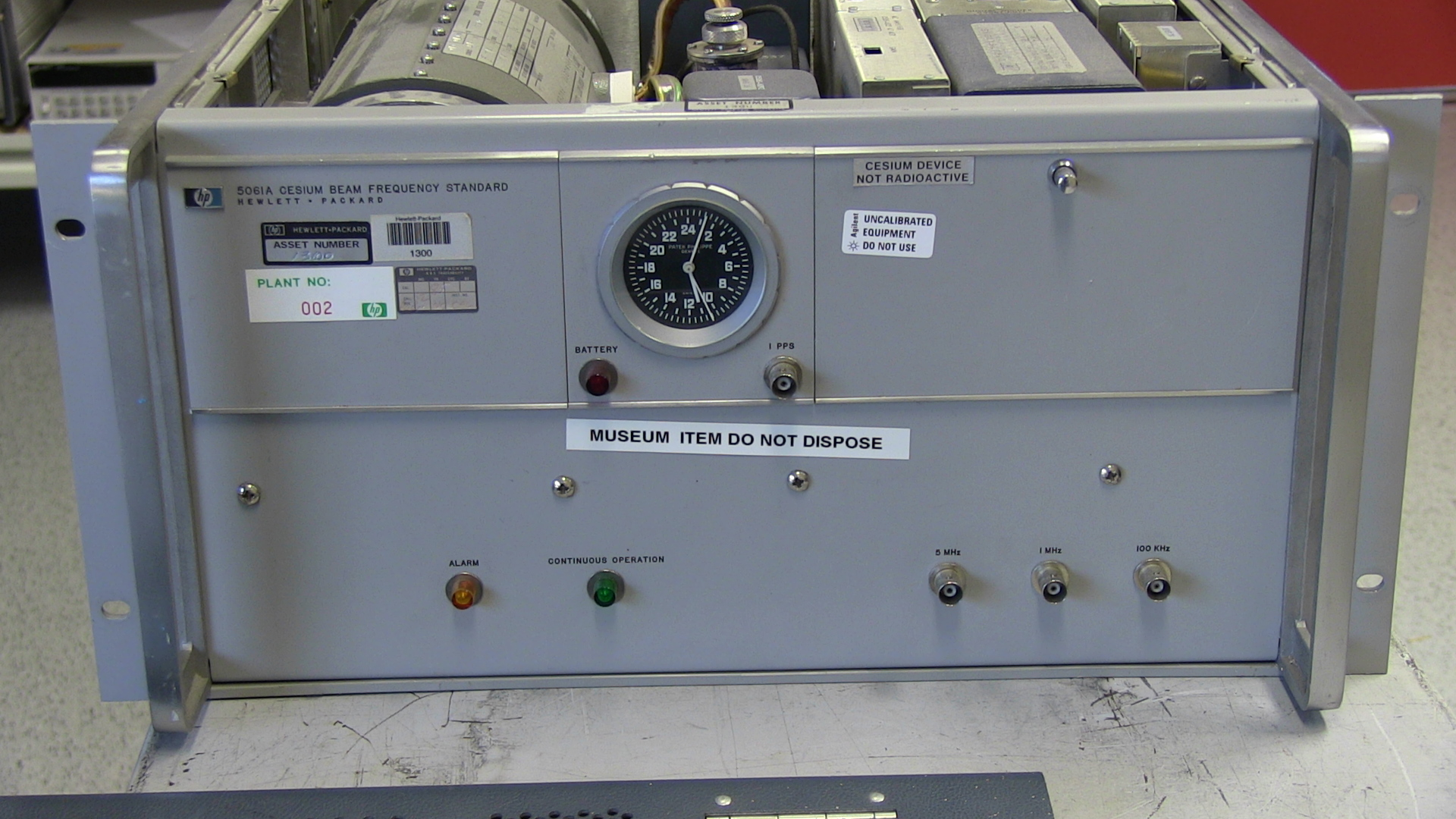
واحدة من أنظمة الساعات الذرية التي تستخدم شعاع السيزيوم في تجربة كيتينج - هافيليه

كانت التجربة هافليه - كتينغ اختبار لنظرية النسبية. في أكتوبر 1971، استغرق جوزيف هافليه، وهو فيزيائي، وريتشارد كيتنغ، وهو عالم فلك، أخذ أربع ساعات ذرية من شعاع السيزيوم على متن طائرات تجارية. حلقت مرتين في جميع أنحاء العالم، أولا شرقا، ثم غربا، ومقارنة الساعات ضد الآخرين الذين بقوا في مرصد البحرية الأمريكية. عندما لم شملهم، تم العثور على ثلاث مجموعات من الساعات نختلف مع بعضنا البعض، وكانت خلافاتهم بما يتفق مع تنبؤاتنظرية النسبية الخاصة والعامة.

## نظرة عامة

### التأخر في وقت الحركة
وفقا لنظرية النسبية الخاصة، فإن معدل على مدار الساعة هو أعظم وفقا للمراقب الذي هو في بقية فيما يتعلق على مدار الساعة. في الإطار المرجعي الذي على مدار الساعة ليست في بقية، على مدار الساعة يعمل ببطء أكثر، كما عبر عن ذلك عامل لورينتز. وقد تم تأكيد هذا الغرض، دعا تمدد الزمن، في العديد من الاختبارات النسبية الخاصة، مثل ايفيس-ستيلويل التجربة واتساع الوقت لتتحرك الجسيمات. وبالنظر إلى التجربة هافليه -كتينغ في إطار مرجعي في بقية فيما يتعلق مركز الأرض، على مدار الساعة على متن الطائرة تتحرك شرقا، في اتجاه دوران الأرض، كان له سرعة أكبر (مما أدى إلى خسارة الوقت النسبية) من الذي بقي على الأرض، في حين أن ساعة على متن الطائرة تتحرك غربا، ضد دوران الأرض، وكان سرعة أقل من واحد على الأرض.

### التأخر في وقت الجذب
تتنبأ نظرية النسبية العامة تأثير إضافي، حيث زيادة إمكانية الجاذبية نظرا لارتفاع سرعات الساعات تصل. وهذا هو، والساعات على علو أعلى القراد أسرع من الساعات على سطح الأرض. وقد تم تأكيد هذا الغرض في العديد من الاختبارات النسبية العامة، مثل التجربة جنيه، هما ربكا والجاذبية التحقيق  في التجربة هافلية-كتينغ، كان هناك زيادة طفيفة في إمكانية الجاذبية بسبب الارتفاع التي تميل إلى تسريع الساعات احتياطيا. منذ حلقت الطائرة في تقريبا نفس الارتفاع في كلا الاتجاهين، وكان هذا التأثير تقريبا الشيء نفسه بالنسبة للطائرتين، ولكن رغم ذلك تسبب في الفرق بالمقارنة مع ساعات على الأرض.

### النتائج
لقد تم نشر النتائج في مجلة Science العلمية عام 1972
| النانو ثانية التي تم الحصول عليها | النانو ثانية التي تم الحصول عليها | النانو ثانية التي تم الحصول عليها | النانو ثانية التي تم الحصول عليها |         |
| المتنبأ بها                       | المتنبأ بها                       | المتنبأ بها                       | الكلية                            |         |
| --------------------------------- | --------------------------------- | --------------------------------- | --------------------------------- | ------- |
|                                   | الثقالية (general relativity)     | الحركية (special relativity)      | الكلية                            | المقاسة |
| نحو الشرق                         | +144 ±14                          | −184 ±18                          | −40 ±23                           | −59 ±10 |
| نحو الغرب                         | +179 ±18                          | +96 ±10                           | +275 ±21                          | +273 ±7 |

## تجارب أخرى مع الساعة الذرية
الساعة الذرية (بالإنجليزية: atomic clock) هي ساعة إخترعها العالم الأمريكي وليام ليبي في عام 1948 والتي تعتمد على تردد الرنين الذري لضبط الوقت وتستخدم لمعايرة الثانية وتعتبر الساعات الذرية أدق ساعات توقيت حتى الآن حيث يصل مقدار الخطأ ثانية كل 30 مليون سنة تقريبا وفقا للإحصائيات الحديثة، الأمر الذي جعل منها معيارا للتوقيت العالمي.
ان فكرة استخدام الانتقال الذري لحساب الوقت اقترح أول مرة من قبل العالم كلفن في عام 1879.الرنين المغناطيسي، اكتشف من قبل العالم أزيدور اسحاق رابي في عام 1930 , أصبحت طريقة عملية للقيام بذلك. في عام 1945 أعلن رابي بان الشعاع الذري بالرنين المعناطيسي يمكن ان يستخدم كاساس للساعة.أول ساعة ذرية كانت الجهاز امونياك مايزر بنيت في 1949 في الولايات المتحدة، كانت أقل دقة من الساعات الكوارتز الحالية.أول ساعة ذرية دقيقة، هي المعيار السيزيوم التي تستند إلى الانتقال المعين للذرة السيزيوم 133، بنيت من قبل لويس إيسن في عام 1955 في مختبر الفيزياء الوطني في المملكة المتحدة.
تعتمد فكرة عمل الساعات الذرية على الإشعاع الراديوي ضمن نطاق الميكروويف للذرات وليس كما يعتقد البعض على النشاط الإشعاعي. تنتج هذه الإشارات الراديوية عند تغير مستويات الطاقة في ذرة السيزيوم-133 . وبالتحديد عند انتقال الإلكترون في تلك الذرة من مستوى أعلى إلى مستوى أدنى للطاقة.
مضخم إشارات هيدروجيني يستعمل في الساعة الذرية.
يعتبر عنصر السيزيوم-133 من أوائل العناصر التي استعملت في الساعات الذرية حين تم الاتفاق على تعريف الثانية عام 1967 على أنها الفترة اللازمة لـ9,192,631,770 ذبذبة كاملة (دورة) من الإشعاع الذي يصدره انتقال الإلكترون بين مستويين معينين للطاقة في ذرة السيزيوم-133. مع أن هذا التعريف قد تم الاستعاضة عنه بالتعريف الضوئي للثانية بسبب النظرية النسبية إلا أن التعريف التقليدي لا زال صحيحا كون القياسات مستخدمة في إطار المجموعة الشمسية (نفس الإطار مرجعي).
يمكن فهم الجزء المبسط في عمل الساعة الذرية كما يلي:
تحتوي الساعة الذرية على فجوة معدنية تتناسب مع موجات الميكروويف، بها غاز. هذه الفجوة قابلة للضبط بدقة عالية بحيث تتناسب مع أضخم إشارة تردد ناشئة داخل الفجوة ويبدأ الرنين المتذبذب بالنمو. تستغرق هذه العملية بعض الوقت حتى تستقر عملية الرنين الترددي وتصبح الساعة الذرية جاهزة للعمل على الدوام.
في الواقع هناك تعقيدات كثيرة في تصميم دوائر التحكم في الساعة الذرية ومالشرح السابق إلا تلميح بسيط لمبدأ العمل.
أشهر أنواع الساعة الذرية هي ساعة السيزيوم، ساعة الروبيديوم وهي أقل دقة من ساعة السيزيوم ولكن بالمقابل أرخص بكثير. تصل قيمة الساعة الذرية المصممة بالسيزيوم إلى آلاف الدولارات بينما يمكن للساعة الذرية المصممة من الروبيديوم أن تتوفر للشركات بمبالغ تصل إلى 200 دولار أميريكي. تطورت دقة الساعة الذرية منذ الستينات حتى اليوم. كانت الخطأ في الستينيات من القرن الماضي 1 ثانية كل 300 سنة واصبح 1 ثانية كل 3 ملايين سنة مع بداية الألفية الثانية. أما الأحجام فما زالت كبيرة نوعا ما حيث أن أصغر الأحجام الممكنة حوالي (10سم×10سم×10سم). من ناحية أخرى، تستهلك هذه الساعات قدرة لاتتجاوز المائة ميلي وات.
في المتوسط تبلغ دقة الساعة الذرية بحدود 1 نانو ثانية في اليوم أي ما يعادل خطأ مقداره ثانية كل 2.7 مليون سنة.
في سويسرا، بدأت الساعة الذرية FOCS 1 والمصنوعة من السيزميوم المبرد باستمرار عملها رسميا عام 2004 ويقدر مقدار الخطأ بحدود ثانية واحدة كل 30 مليون سنة
تستعمل الساعة الذرية في الكثير من خوادم الوقت Time Servers وهي نوعان، الأول به ساعة ذرية مستقلة (باهظة الثمن) بينما الأخير يستطيع إعادة ضبط الوقت عبر أقمار الجي بي إس الصناعية GPS. كما أنها تستعمل في التطبيقات التي تتطلب مقاييس زمنية غاية في الدقة مثل أقمار تحديد الإحداثيات GPS, الاتصالات السلكية واللاسلكية والشبكات الضوئية.

## خلفية علمية وتاريخية
في بحثه الأصلي عام 1905 عن النسبية الخاصة، اقترح أينشتاين اختبار ممكن من الناحية النظرية: «من ثم فإننا نستنتج أن على مدار الساعة في الربيع عند خط الاستواء يجب أن تذهب ببطء أكثر، من خلال كمية صغيرة جدا، من الساعة مشابهة بالضبط تقع في واحدة من القطبين في ظل ظروف مماثلة خلاف ذلك». لأنه لم تطور بعد النظرية العامة، وقال انه لا يدرك أن نتائج مثل هذا الاختبار سيكون في الواقع لاغيا، منذ سطح الأرض هو متساوي الجهد الجاذبية، وسيكون لذلك آثار الحركية والجاذبية تمدد الوقت على وجه التحديد إلغاء. تم التحقق من تأثير الحركية في ايفيس-ستيلويل تجربة 1938 وفي روسي هول التجربة 1940. وأكد التنبؤ النسبية العامة لتأثير الجاذبية في عام 1959 من قبل الجنيه وهما ربكا. هذه التجارب، ومع ذلك، تستخدم الجسيمات دون الذرية، ولذلك فهي أقل مباشرة من نوع قياس مع الساعات الفعلية على النحو المتوخى في الأصل من قبل آينشتاين.
هافليه هو الآخر، وهو أستاذ مساعد في الفيزياء في جامعة واشنطن في سانت لويس، وإعداد مذكرات لمحاضرة الفيزياء عندما فعلت ذلك لحساب الخلفية للالمغلف، تبين أن ساعة ذرية على متن طائرة تجارية يجب أن يكون بدقة كافية للكشف عن الآثار النسبية المتوقعة. أمضى سنة في المحاولات الفاشلة للحصول على التمويل اللازم لمثل هذه التجربة، حتى اقترب منه بعد الكلام عن هذا الموضوع من قبل كيتنغ، وهو عالم فلك في مرصد البحرية الأمريكية الذين عملوا مع الساعات الذرية.
هافيليه وكيتنغ حصلوا على 8000 $ من التمويل من مكتب البحوث البحرية في واحدة من أكثر الاختبارات غير مكلفة على الإطلاق تجرى في النسبية العامة. من هذا المبلغ، أنفق 7600 $ على ثمانية تذاكر الطائرة حول العالم، بما في ذلك مقعدين في كل رحلة ل «السيد على مدار الساعة». حلقت شرقا في جميع أنحاء العالم، ركض الجانب الساعات إلى جنب لمدة أسبوع، ثم اتجه غربا. طاقم كل رحلة ساعدت من خلال توفير البيانات الملاحية اللازمة للمقارنة مع النظرية. بالإضافة إلى ورقة علمية نشرت في العلوم، كان هناك العديد من الحسابات التي نشرت في الصحافة الشعبية وغيرها من المطبوعات، بما في ذلك واحدة مع صورة تظهر مضيفة التحقق من المفارقات ساعة اليد لها بينما كان واقفا وراء الصكوك.